# デイヴィソン・ホジェリオ・ダ・シウヴァ
ボボー（ポルトガル語: Bobô）ことデイヴィソン・ロジェリオ・ダ・シウヴァ（ポルトガル語: Deyvison Rogério da Silva, 1985年1月9日 - ）は、ブラジル・ペルナンブーコ州グラヴァタ出身の元プロサッカー選手。現役時代のポジションはフォワード。

## 経歴

### キャリア初期
2004年にSCコリンチャンス・パウリスタのユースから昇格した。

### ベシクタシュ
2005年のシーズン途中にベシクタシュJKに期限付き移籍すると、リーグ戦14試合で5得点し、後に完全移籍した。
2006-07シーズンはリーグ戦で12得点し、その年はクラブが出場したすべての大会でチームの最高得点を叩き出した。テュルキエ・クパスでも得点王に輝いた。
2007-08シーズンのUEFAチャンピオンズリーグではホームのファーストレグ、対リヴァプールFC戦で後半37分に得点し、劇的な勝利に貢献した。また、ホームのセカンドレグ、対オリンピック・マルセイユ戦でも後半43分に得点し勝利に導いた。クラブは同大会グループリーグ6試合で2勝4敗の成績で、勝利した試合では必ず得点を記録していた。
2008-09シーズンはリーグ戦32試合で12得点し、トルコ・カップでも11得点を記録し、この大会では2シーズン振りの得点王を獲得した。

### クルゼイロ
2011年にはクルゼイロECに移籍し、母国復帰となった。

### カイセリスポル
2012年、再びトルコに渡り、カイセリスポルに所属。同クラブでリーグ合計32得点をあげた。

### グレミオ
2015年7月25日に、2016年末までの契約でグレミオFBPAに移籍。

### シドニーFC
2016-17シーズン
2016年8月5日に、AリーグのシドニーFCにマーキープレーヤーとしての移籍話が報じられ、同月17日に1年契約、100万豪ドルでの移籍となった。FFAカップのブラックタウン・シティFC戦でデビュー、1得点2アシストを記録し3-0で勝利を収めた。リーグ戦デビューとなったウェスタン・シドニー・ワンダラーズFCとのシドニー・ダービーにおいても、1得点1アシストの活躍でチームを4-0の勝利に導いた。フィリップ・ホロシュコ、ミロシュ・ニンコヴィッチ、アレックス・ブロスケらと強力な攻撃陣を形成し、クラブは14試合で34得点を記録した。
2017年2月24日のメルボルン・シティFCで加入後の得点が2桁に到達。翌月3日のメルボルン・ヴィクトリーFCとのダービー「ザ・ビッグ・ブルー」で、ホロシュコによるクロスからリーグ優勝を決定付けるゴールを挙げる。
オーストラリアでの最初のシーズンで15得点を記録し、クラブの2009-10シーズン以来となるリーグ優勝に貢献した。
2017-18シーズン
2017年8月2日、FFAカップのダーウィン・ローヴァーズFC戦で4得点し8-0で大勝した。続くバンクスタウン・ベリーズFCとの試合でも1ゴールし、クラブは準決勝へ進出した。サウス・メルボルンFC (5-1) 戦で2得点し決勝へ駒を進めると、同じ週に行われたリーグ戦第2節ウェリントン・フェニックスFC戦でもゴールネットを揺らし3-2の接戦を制した。
アデレード・ユナイテッドFCとのFFAカップ決勝戦で112分に決勝点を挙げ、クラブを優勝に導くと共に自身も同大会8ゴールを収め得点王となった。
2017年12月23日、ウェリントン・フェニックスFCを相手にリーグ戦自身初のハットトリックを記録、4-1でアウェイ戦を制した。次節パース・グローリーFC戦 (6-0) でも3得点を挙げ、リーグ史上2人目となる2試合連続ハットトリックを達成した。
3月29日のパース・グローリーFC戦でリーグ戦24得点目を挙げ、Aリーグにおけるシーズン歴代最多得点記録を更新。最終的に27ゴールでリーグ得点王を獲得し、ベストイレブンにも選出された。

### アランヤスポル
2018年7月、アランヤスポルへ1年契約で移籍した。

### ハイデラバードFC
2019年、インドに渡りインディアン・スーパーリーグのハイデラバードFCに移籍。

### シドニーFC復帰
2021年、シドニーFCに復帰。
2022年5月2日、現役引退を表明した。

## 代表歴
2008年2月4日に膝と足首の怪我で離脱したアレシャンドレ・パトに代わって、代表に初めて招集された。2月6日に行われたアイルランド戦にベンチ入りするも、出場はしなかった。

## タイトル

### クラブ
SCコリンチャンス・パウリスタ
- カンピオナート・パウリスタセリエA2 : 2005

ベシクタシュJK
- スュペル・リグ : 2008-09
- テュルキエ・クパス : 2005-06、2006-07、2008-09, 2010-11
- TFFスュペル・クパ（英語版）: 2005-06

シドニーFC
- Aリーグ・プレミアシップ : 2016-17, 2017-18
- Aリーグ・チャンピオンシップ : 2016-17
- FFAカップ : 2017

### 個人
- テュルキエ・クパス得点王：2006-07（7得点）, 2008-09（7得点）
- テュルキエ・クパス決勝戦マン・オブ・ザ・マッチ : 2008-09
- スュペル・リグ ベストイレブン : 2008-09
- FFAカップ得点王 : 2017（8得点）
- Aリーグ得点王 : 2017-18（27得点）